# Essviks AIF
Essviks AIF ist ein schwedischer Fußballverein aus Essvik bei Sundsvall. Die Mannschaft spielte 1970 eine Spielzeit in der zweithöchsten Spielklasse.

## Geschichte
1924 gegründet, spielte Essviks AIF lange Zeit im unterklassigen Ligabereich. Nach einer einjährigen Stippvisite in der dritten Liga während der Spielzeit 1939/40 dauerte es bis 1961, ehe die Mannschaft erneut in die Drittklassigkeit aufstieg. Dort spielte sie gegen den Abstieg, der 1963 erfolgte. Mit sieben Punkten Vorsprung auf Alnö IF kehrte sie 1965 als Staffelsieger in die dritte Liga zurück, in der sie sich in der Folge festspielte. Hatte sie 1967 und 1968 noch den letzten Nicht-Abstiegsplatz belegt, errang sie in der Spielzeit 1969 vor Kubikenborgs IF, IFK Sundsvall und Sandvikens AIK den Staffelsieg. In der anschließenden Aufstiegsrunde trennte sie sich zwar von IFK Östersund und Luleå SK nur Unentschieden, Dank eines Sieges über Lycksele IF zog sie jedoch als Tabellenerster in die zweite Liga ein.
In der Division 2 Norrland war Essviks AIF chancenlos. Nach vier Saisonsiegen belegte der Klub mit fünf Punkten Rückstand auf die auf den letzten Nicht-Abstiegsplätzen platzierten Lycksele IF und Ljusdals IF den letzten Tabellenplatz und stieg gemeinsam mit IFK Östersund und IFK Härnösand direkt wieder ab. Nach dem Abstieg hielt sich die Mannschaft nur zwei Spielzeiten in der dritten Liga, stieg aber anschließend direkt aus der Viertklassigkeit wieder auf. Nach dem erneuten Abstieg war die Mannschaft bis zum Ende der 1970er Jahre nahezu regelmäßig im vorderen Mittelfeld der vierten Liga platziert, konnte jedoch nicht ins Aufstiegsrennen eingreifen. Erst 1982 dominierte die Mannschaft, die in 22 Spielen hundert Tore erzielte, ihre Staffel und kehrte in die dritte Liga zurück.
Essviks AIF hielt sich bis 1985 auf dem dritten Spielniveau, als der Klub nach einer Ligareform in die vierte Spielklasse zurückgestuft wurde. Bis zum Ende des Jahrzehnts spielte die Mannschaft hier, ehe sie sich nach einem erneuten Abstieg 1991 in der fünften Liga etablierte. 2005 erneut Opfer einer Ligareform stürzte der Verein in die Siebtklassigkeit ab, aus der er Ende 2007 wieder aufstieg. 2009 zog der Klub seine Mannschaft aus der Liga zurück und spielt mittlerweile achtklassig.